# Bathynocythere
Bathynocythere is een geslacht van kreeftachtigen uit de klasse van de Ostracoda (mosselkreeftjes).

## Soort
- Bathynocythere styx Malz & Jellinek, 1994